# Thom Adcox-Hernandez
Thom Adcox-Hernandez es un actor estadounidense, conocido por sus papeles como Brian en el serial Falcon Crest y las voces de El gato Félix en la primera temporada de The Twisted Tales of Felix the Cat, Lexington en Gargoyles y Klarion the Witch Boy en Young Justice .

## Vida y carrera
Adcox-Hernandez interpretó a Lexington en la serie animada de Disney Gargoyles, y a Pupert en The Buzz on Maggie. También prestó su voz a Phineas Mason / Tinkerer y Klarion en The Spectacular Spider-Man y Young Justice, ambas producidas por el creador de Gargoyles, Greg Weisman.
Él es gay.

## Filmografía

### Películas
| Año  | Título                                     | Papel                 | Notas                           |
| ---- | ------------------------------------------ | --------------------- | ------------------------------- |
| 1988 | Lethal Pursuit                             | Mikey                 |                                 |
| 1988 | I Saw What You Did and I Know Who You Are! | Boy                   | Película para televisión        |
| 1988 | Liberace                                   | Darin                 | Película para televisión        |
| 1988 | The Absent-Minded Professor                | Estudiante            | Película para televisión        |
| 1990 | My Life as a Babysitter                    | Auggie Berger         | Película para televisión        |
| 1991 | Popcorn                                    | Corky                 |                                 |
| 1991 | Ghoulies III: Ghoulies Go to College       | Pixel                 | Voz                             |
| 1991 | For the Boys                               | Wounded Marine, Korea |                                 |
| 1992 | Interceptor                                | Briggs                |                                 |
| 1995 | Gargoyles the Movie: The Heroes Awaken     | Lexington             | Voz                             |
| 1995 | Alerta máxima 2                            | Técnico No. 2         |                                 |
| 1996 | It Came from Outer Space II                | Hughy                 | Película para televisión        |
| 1996 | La fuerza de un ángel                      | Dan Irwin             |                                 |
| 1999 | Final Voyage                               | Abe                   |                                 |
| 2000 | Tom Sawyer                                 | Subjefe Bean          | Voz                             |
| 2006 | Hot Chicks                                 | Demonio               |                                 |
| 2008 | Scooby-Doo y el Rey de los Duendes         | Sparkplug             | Voz, directo a video            |
| 2009 | Tinker Bell and the Lost Treasure          | Flint                 | Voz, acreditado como Thom Adcox |
| 2019 | Wonder Park                                | Voces adicionales     | Voz                             |

### Televisión
| Año                | Título                                  | Papel                               | Notas                             |
| ------------------ | --------------------------------------- | ----------------------------------- | --------------------------------- |
| 1989               | Falcon Crest                            | Brian                               | Recurrente (15 episodios)         |
| 1989               | Doctor Doctor                           | Oscar                               | Episodio: "Patients Are a Virtue" |
| 1989               | Family Matters                          | Roger                               | Episodio: "False Arrest"          |
| 1991               | 3×3 Eyes                                | Monkey                              | Voz, doblaje en inglés            |
| 1992               | Homefront                               | Soldado herido                      | Episodio: "First Sign of Spring"  |
| 1994               | Gargoyles                               | Lexington, Brentwood                | Voz, protagonista                 |
| 1995               | The Twisted Tales of Felix the Cat      | El gato Félix                       | Voz, protagonista (temporada 1)   |
| 1997               | 101 dálmatas: la serie                  | Dipstick                            | Voz, recurrente (6 episodios)     |
| 1998               | Nazca                                   | Shinri Shiogami / Jigami            | Voz, recurrente (12 episodios)    |
| 1998               | Invasion America                        | Simon Lear                          | Voz, recurrente (13 episodios)    |
| 2003; 2007         | All Grown Up!                           | Sr. Marsh, voces adicionales        | 2 episodios                       |
| 2004               | Jakers! The Adventures of Piggley Winks | Fergal O'Hopper                     | Voz, recurrente (2 episodios)     |
| 2005               | The Buzz on Maggie                      | Pupert                              | Voz, protagonista (29 episodios)  |
| 2005               | The Grim Adventures of Billy & Mandy    | Nariz de Billy                      | Voz, episodio: "Wild Parts"       |
| 2006               | W.I.T.C.H.                              | Sammy                               | Voz, episodio: "C is for Changes" |
| 2006               | Higglytown Heroes                       | Higglyhune                          | Voz, episodio: "Higgly Island"    |
| 2009               | The Spectacular Spider-Man              | Phineas Mason / Tinkerer, Homunculi | Voz, recurrente (4 episodios)     |
| 2011–12; 2019-2022 | Young Justice                           | Klarion the Witch Boy               | Voz, recurrente (11 episodios)    |
| 2014               | Breadwinners                            | Sr. Flutterby                       | Voz, episodio: "Pizzawinners"     |
| 2015               | Sofia the First                         | Milo                                | Voz, episodio: "Stormy Lani"      |

### Videojuegos
| Año  | Título                                     | Papel                 | Notas        |
| ---- | ------------------------------------------ | --------------------- | ------------ |
| 1997 | Popeye and the Quest for the Wooly Mammoth | Woolly                | [ 5 ]        |
| 2013 | Young Justice: Legacy                      | Klarion the Witch Boy | [ 5 ]        |
| 2017 | Final Fantasy XV                           | Voces adicionales     | DLC Comrades |
| 2018 | Lego DC Super-Villains                     | Klarion the Witch Boy |              |

### Audiolibros
| Año  | Título             | Papel                |
| ---- | ------------------ | -------------------- |
| 2015 | Rain of the Ghosts | Lance Pedros, Miller |